# Universitat Babeș-Bolyai
Universitat Babeș-Bolyai (en romanès: Universitatea Babeș-Bolyai, pronunciació: [b a b e ʃ b o l j a i], en hongarès: Babeș-Bolyai Tudományegyetem, coneguda comunament com a UBB) és una universitat pública de recerca situada a Cluj-Napoca (Romania). La UBB té una llarga tradició acadèmica, iniciada per Universitas Claudiopolitana el 1581. Ocupa la primera posició en el Metaranking Universitari, iniciat pel Ministeri d'Educació i Recerca de Romania el 2016.
La Universitat Babeș-Bolyai és la universitat romanesa més gran amb uns 45.000 estudiants. Ofereix programes d'estudis en romanès, hongarès, alemany, anglès i francès (a més d'un nombre menor de programes de màster impartits en espanyol, italià i japonès). La universitat va rebre el nom, arran de la fusió l'any 1959 de les universitats en llengua romanesa i hongaresa a Cluj, després de dos destacats científics de Transsilvània, el bacteriòleg romanès Victor Babeș i el matemàtic hongarès János Bolyai. És un dels cinc membres del Consorci Universitaria (el grup d'universitats d'elit romaneses).
La UBB està afiliada a l'Associació Internacional d'Universitats, al Grup Santander, a l'Agence universitaire de la Francophonie i a l'Associació Universitària Europea. Així mateix, la UBB va signar la Magna Charta Universitatum i va tancar col·laboracions amb 210 universitats de 50 països, i és àmpliament considerada una de les més prestigioses d'Europa de l'Est. La Universitat Babeș-Bolyai està classificada com a universitat de recerca i educació avançada pel Ministeri d'Educació de Romania.

## Història
La història de l'educació a Kolozsvár, (romanès: Cluj, alemany: Klausenburg, Principat de Transsilvània) comença el 1581, amb l'establiment del col·legi dels jesuïtes per Stephen Báthory. El col·legi va rebre edificis i terrenys dins de les muralles medievals de la ciutat, concretament a Platea Luporum (l'actual carrer Mihail Kogălniceanu). El primer rector del Collegium Academicum Claudiopolitanum va ser el sacerdot jesuïta polonès Jakub Wujek. La institució tenia els drets per atorgar els títols universitaris/acadèmics de batxillerat, magister i doctor. L'any 1585 hi estudiaven 230 estudiants, dividits en sis classes. La llengua d'instrucció i d'aprenentatge era el llatí. Després de 1698, la institució va rebre el nom d'Universitas Claudiopolitana (vegeu la portada del llibre de 1742 d' Andreas Matis titulat Peregrinus Catholicus de peregrina unitaria religione), amb ensenyaments en llatí i més tard també en alemany.
L'any 1753, l'emperadriu Maria Teresa va canviar l'estatus de la universitat en un d'imperial, i el 1773, després de la dissolució de l'Orde dels Jesuïtes, la universitat va passar a l'administració de l'Orde Escolapio. El 1786 Universitas Claudiopolitana es va convertir en el Reial Liceu Acadèmic (Lyceum Regium Academicum - estatut semiuniversitari), al qual van seguir més tard dues institucions amb un estatut semiuniversitari (per exemple, que ofereixen formació a nivell de batxillerat/magister, però no a nivell de doctor): (a) l'Institut Mèdic Quirúrgic i (b) l'Acadèmia de Dret. Aquestes institucions s'incorporaran posteriorment a la Universitat Franz Joseph.
Amb l'afirmació de la nació romanesa, en el context de les revolucions europees de 1848, es va qüestionar explícitament la qüestió de la universitat en llengua nacional. A petició expressa dels romanesos, l'any 1870, József Eötvös, aleshores ministre d'Educació, proposa la creació a Kolozsvár d'una universitat d'ensenyament en hongarès, romanès i alemany, idea també acollida per l'elit romanesa. Mentrestant, Eötvös mor, i el 1872, Franz Joseph I legisla l'establiment de la Universitat Reial Hongaresa de Kolozsvár només en hongarès, la qual cosa va causar insatisfacció entre els romanesos.
Després del jurament, el 20 de desembre de 1872, 258 alumnes inicien els cursos. Es van crear quatre facultats diferenciades: Facultat de Dret i Ciències de l'Estat, Facultat de Medicina, Facultat de Filosofia, Lletres i Història, Facultat de Matemàtiques i Ciències Naturals. Les facultats eren iguals entre si i gaudien d'autonomia interna. El primer rector va ser el professor Áron Berde de la Facultat de Dret, especialista en economia i finances. A més de les quatre facultats es crea un Institut Pedagògic, per a la formació del professorat de secundària. A partir de 1895 les noies tenien dret a aprendre a la universitat.
Després de la Primera Guerra Mundial, i en el context de la Gran Unió de 1918, la universitat va ser presa per les autoritats romaneses i es va convertir en una institució de la Gran Romania. El 12 de setembre de 1919, el decret signat pel rei Ferran I estipulava "la transformació de la Universitat reial hongaresa Franz Joseph a la universitat romanesa a partir de l'1 d'octubre de 1919". El personal hongarès que no ha jurat lleialtat a l'estat romanès es va traslladar a Szeged on va contribuir a la formació de la Universitat de Szeged (1921).
La nova universitat romanesa, anomenada inicialment Universitat Superior de Dacia, més tard Universitat Rei Ferran I, estava composta per quatre facultats: Dret, Medicina, Ciències, Lletres i Filosofia. La conferència inaugural, "El deure de la nostra vida", va ser pronunciada per Vasile Pârvan el 3 de novembre de 1919. La inauguració oficial va tenir lloc entre el 31 de gener i el 2 de febrer de 1920, en presència del rei Ferran I. El primer rector escollit va ser Sextil Pușcariu.
El 1940, després de la revisió territorial imposada pel Segon Premi de Viena, la universitat es va traslladar a Timișoara i Sibiu, i es va recrear l'antiga universitat hongaresa a la ciutat, tornant de la Universitat hongaresa de Szeged. Després del final de la Segona Guerra Mundial i la derogació del Premi de Viena, l'1 de juny de 1945, les autoritats romaneses van traslladar a Cluj la Universitat Rei Romanesa Ferran I (més tard rebatejada com a Universitat Víctor Babeș), i van establir la Universitat Bolyai, una universitat estatal. ensenyament en hongarès, amb quatre facultats (Lletres i Filosofia, Dret i Economia Política, Ciències i Medicina Humana que, el 1948, es va separar i es va traslladar a Târgu Mureș per formar la Universitat de Medicina i Farmàcia).
A la primavera de 1959, les dues institucions educatives es van unir sota el nom de Universitat Babeș-Bolyai, després de dos estudiosos de renom: el biòleg romanès Victor Babeș i el matemàtic hongarès János Bolyai. El 1995, la Universitat Babeș-Bolyai reorganitza la seva estructura, introduint una educació basada en la multiculturalitat.
La UBB és avui una universitat complexa, amb programes des d'art/humanitats, ciències socials, ciències de la vida i naturals, matemàtiques/informàtica fins a enginyeria i tecnologia.

## Campus
El campus principal es troba a la ciutat de Cluj-Napoca, amb els edificis universitaris repartits per tota la ciutat. La universitat compta amb 17 zones d'habitatge per a estudiants, un total de 5.280 places per allotjar-se (4.964 per a estudiants, 100 per a esportistes i 216 per a doctorats); més notables són Hașdeu i Economica. Tots els dormitoris estan reformats, aïllats tèrmicament, disposen de finestres de doble vidre, terres laminats i mobles d'aglomerat o fusta. La Biblioteca Universitària Lucian Blaga es troba al centre de la ciutat. La universitat també té diversos col·legis ubicats en altres ciutats repartides per Transsilvània i Maramureș.
Dins del patrimoni cultural de la universitat es troben el Museu Universitari (establert l'abril de 2001, amb una col·lecció de més de 750 peces originals i facsímils), el Museu Mineralògic, el Museu Botànic, el Museu de Paleontologia-Estratigrafia, el Vivarium i el Zoològic. Museu.

## Galeria d'imatges

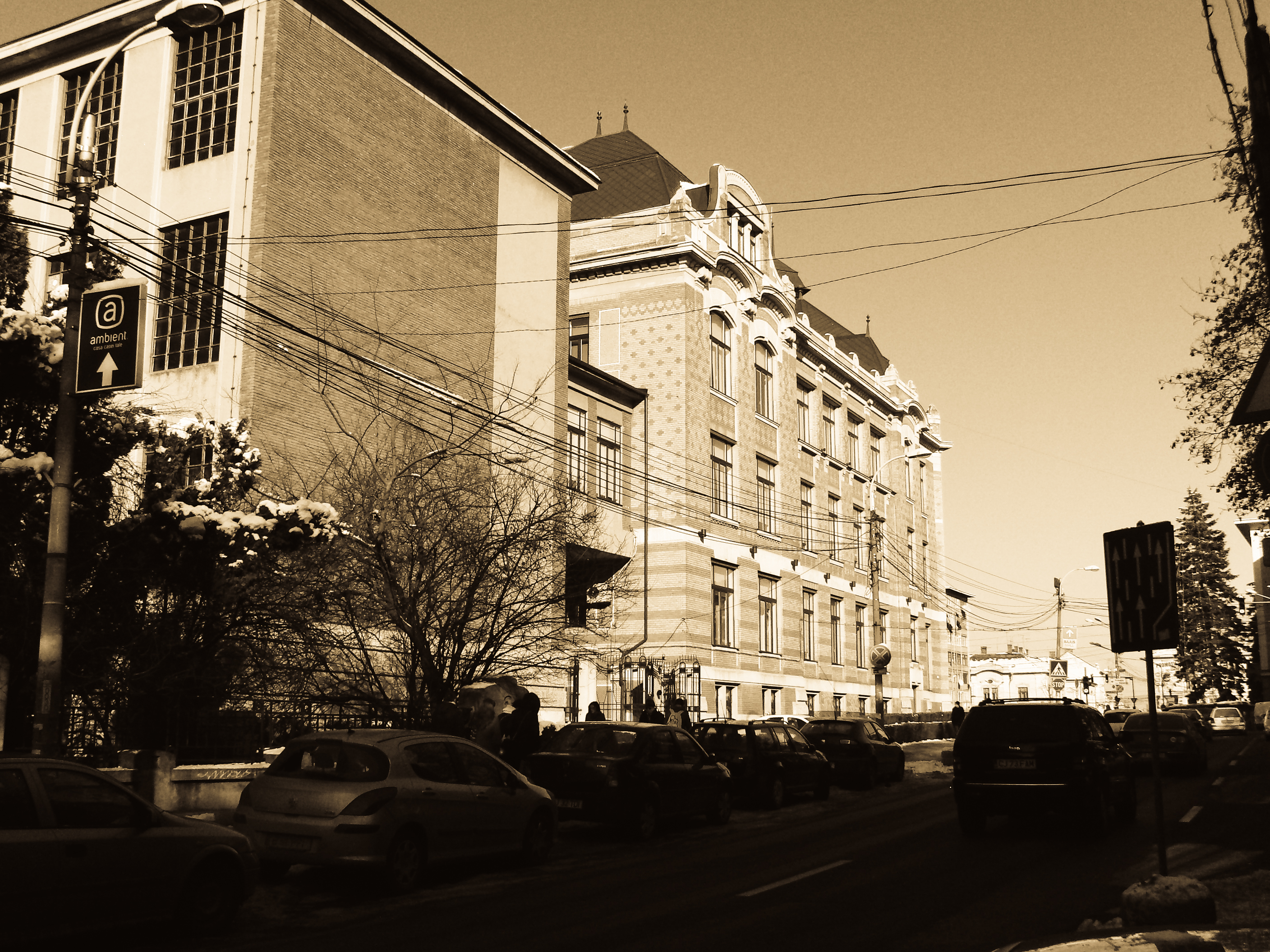
Biblioteca Central Universitària vista des del carrer Clinicilor
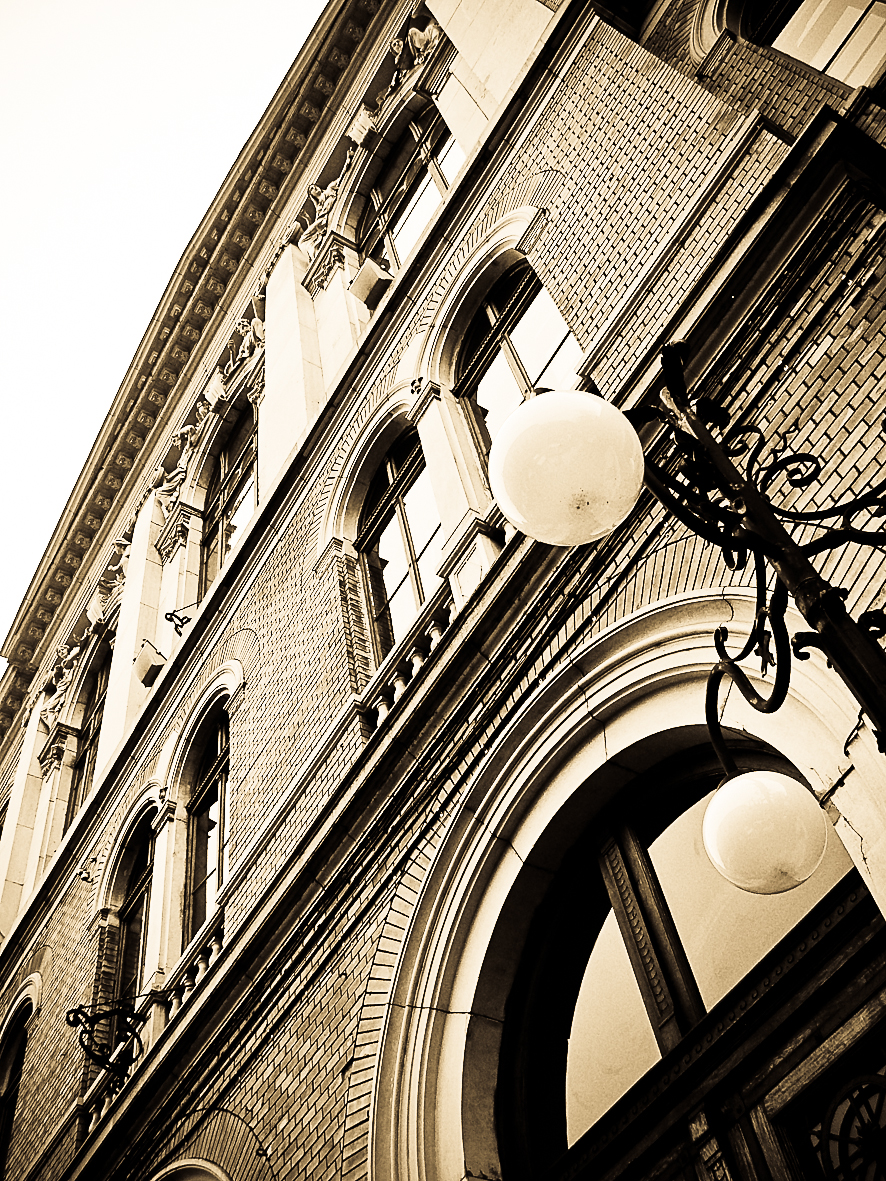
L'edifici central de la Universitat
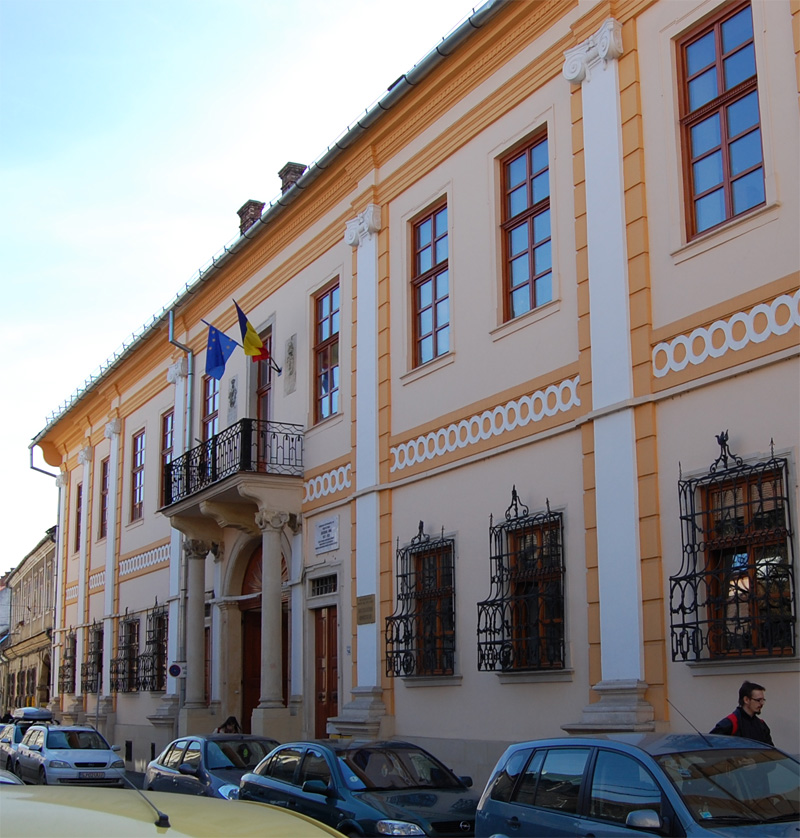
El palau de Tholdalagy-Korda és la seu de l'administració tècnica de la Universitat Babeș-Bolyai.
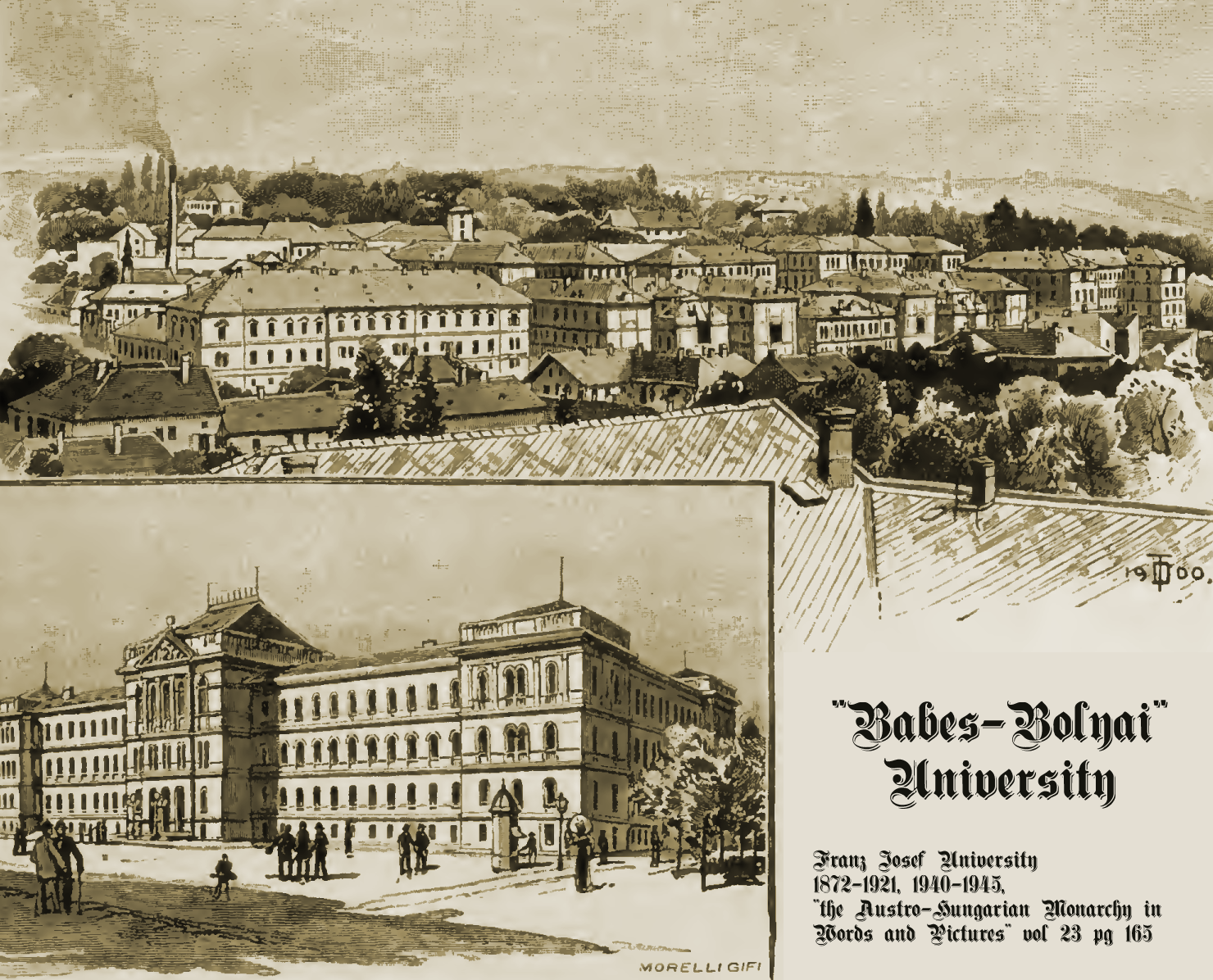
Universitat Franz Joseph cap al 1900. Llegenda del volum 23 de la monarquia austrohongaresa en paraules i imatges
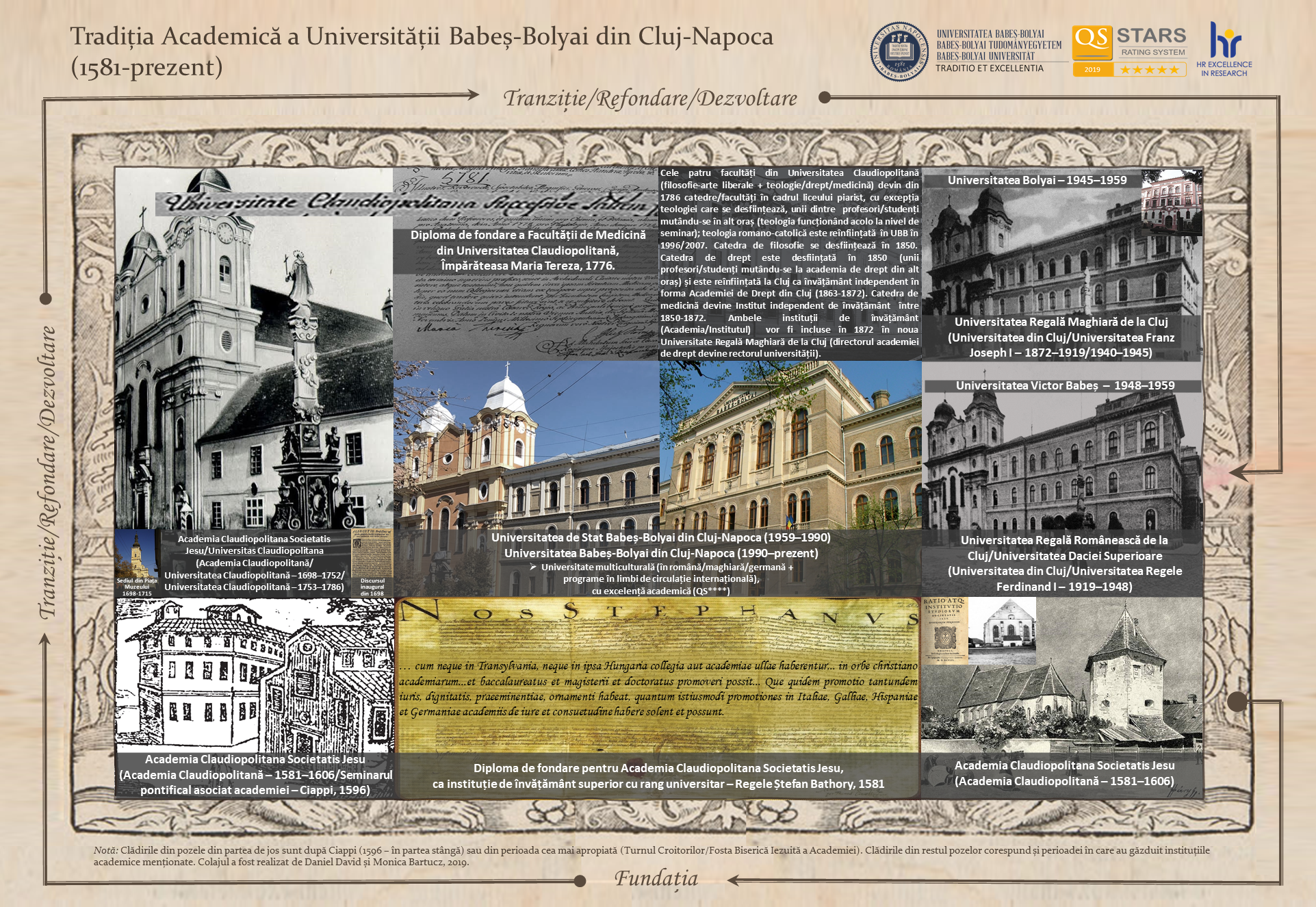
La tradició acadèmica de la Universitat Babeș-Bolyai
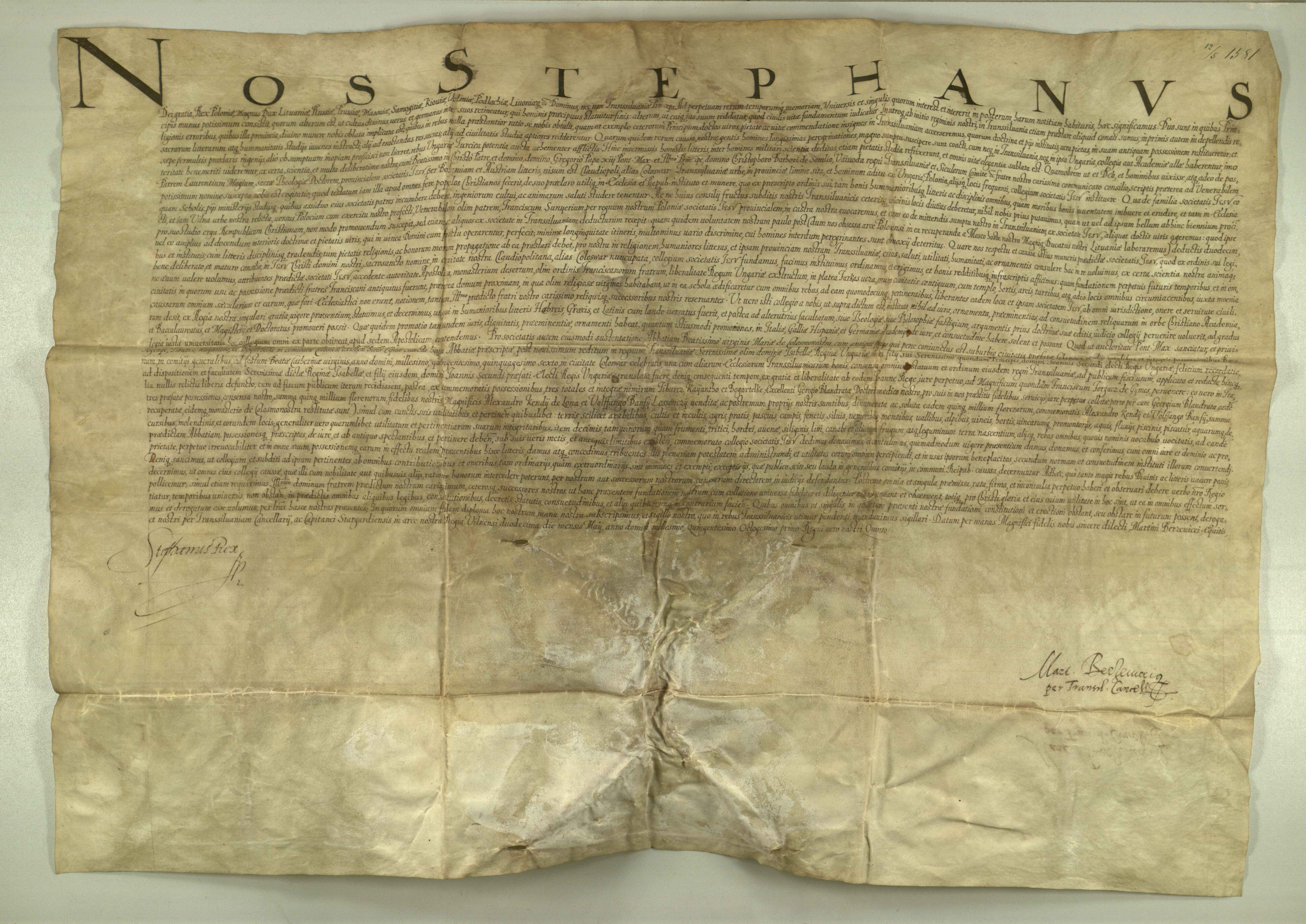
Diploma emès per Stephan Bathory l'any 1581 pel qual s'estableix l'Acadèmia Claudiopolitana Societatis Jesu a Cluj, amb els drets per conferir els títols universitaris